# (21415) Nicobrenner
(21415) Nicobrenner es un asteroide perteneciente al cinturón de asteroides, descubierto el 20 de marzo de 1998 por el equipo del Lincoln Near-Earth Asteroid Research desde el Laboratorio Lincoln, Socorro, Nuevo México.

## Designación y nombre
Designado provisionalmente como 1998 FM70. Fue nombrado por Nicole Rachelle Brenner (n. 1988) quien obtuvo el segundo lugar en la Feria Internacional de Ciencia e Ingeniería Intel 2006 por su proyecto de ingeniería. Asiste a Lawrence High School, Cedarhurst, Nueva York, USA.

## Características orbitales
Nicobrenner está situado a una distancia media del Sol de 2,412 ua, pudiendo alejarse hasta 2,917 ua y acercarse hasta 1,907 ua. Su excentricidad es 0,209 y la inclinación orbital 2,659 grados. Emplea 1368,05 días en completar una órbita alrededor del Sol.
Pertenece a la familia de asteroides de (135) Hertha.

## Características físicas
La magnitud absoluta de Nicobrenner es 14,54. Tiene 3,581 km de diámetro y su albedo se estima en 0,315.